# Yeongam
Der Landkreis Yeongam (kor.: 영암군, Yeongam-gun) befindet sich in der Provinz Jeollanam-do in Südkorea. Der Verwaltungssitz befindet sich in der Stadt Yeongam-eup. Der Landkreis hatte eine Fläche von 603 km² und eine Bevölkerung von 59.109 Einwohnern im Jahr 2019.
Der Große Preis von Korea fand von 2010 bis 2013 auf der Hafenseite des Korean International Circuit in Yeongam statt. Die Strecke wurde vom bekannten Rennstrecken-Designer Hermann Tilke entworfen.

Lage des Landkreises in Gyeongsangbuk-do